# Carlo Jagmetti
Carlo Siro Franco Jagmetti (* 14. Juli 1932 in Zürich) ist ein Schweizer Jurist, ehemaliger Diplomat und Schriftsteller.

## Karriere
Carlo Jagmetti besuchte die Primarschule und das Literargymnasium in Zürich. Nach einem Jus-Studium in Zürich, Genf und Paris wurde er 1958 an der Universität Zürich promoviert. In seiner Studienzeit trat er dem Schweizerischen Zofingerverein bei. 1961 erlangte er das zürcherische Rechtsanwalts-Patent. Jagmetti leistete Militärdienst in der Gebirgsinfanterie im Tessin und in Obwalden sowie in den Stäben der Geb Div 9 und des Geb AK 3. Er ist Oberstleutnant im Generalstab a D.
Jagmetti begann seine Karriere im diplomatischen Dienst 1962. 1963 war er an der Botschaft in Rom, 1964–1969 an der Politischen Direktion in Bern, von 1969 bis 1973 an der Botschaft in London. 1972 Vertretung als Geschäftsträger in Saigon. Bereits kurz nach seinem Eintritt ins damalige Eidgenössische Politische Departement war er mit den Problemen wie dem Biafra-Krieg und den Entschädigungsverhandlungen mit Kuba befasst.
An den Beziehungen der Schweiz zu Europa arbeitete er in leitender Funktion mit: zunächst als stellvertretender Chef und dann als Leiter der Schweizer Delegation bei EFTA und GATT in Genf (1973–1980), zuletzt auch bei der ECE/UNO und UNCTAD, vor allem aber als Chef der schweizerischen Mission bei der Europäischen Gemeinschaft in Brüssel (1982–1987). Er war Schweizer Botschafter in Südkorea (1980–1982), Frankreich (1987–1993) und zuletzt in den Vereinigten Staaten (1993–1997).

## Botschafter in den USA
Während seiner Botschaftertätigkeit in den USA geriet er mitten in den Konflikt um die nachrichtenlosen Vermögen, der die Beziehungen zwischen der Schweiz und den USA aufs Äusserste belastete. Die Veröffentlichung eines vertraulichen Lageberichtes aus seiner Feder in der SonntagsZeitung führte 1997 unter dramatischen Umständen zu Jagmettis Rücktritt.
Er stand insgesamt 35 Jahre im diplomatischen Dienst der Schweiz.

## Persönliches
Seit seinem Rücktritt 1997 ist er publizistisch tätig. Jagmetti ist verheiratet und hat zwei Kinder. Er ist der Bruder von Riccardo Jagmetti.

## Schriftsteller
2021 erschien Jagmettis Roman Tell wacht. Die Dystopie spielt im Jahr 1951 und handelt von einer Schweiz, die ihre Souveränität in einem vereinten, aber freiheitsfeindlichen Europa aufgegeben hat.